# メルツィヒ＝ヴァーダーン郡
メルツィヒ＝ヴァーダーン郡（Landkreis Merzig-Wadern）は、ドイツのザールラント州北西部にある郡の一つである。郡庁所在地はメルツィヒ。
北から時計回りに、ラインラント＝プファルツ州トリーア＝ザールブルク郡、ザンクトヴェンデル郡、ザールルイ郡、フランスのモゼル県、そしてルクセンブルクに隣接している。

## 歴史
1816年にプロイセン王国の領域から成立した郡である。
第一次世界大戦後、本郡はヴァーダーンがドイツに、メルツィヒは国際連盟管理下のザール地方の、二つに分割された。
15年後の1935年に、ザール地方はドイツに復帰したが、この二地域が再び一緒になったのは第二次世界大戦後の1946年である。

## 地理
ザール川が郡内を流れている。また、モーゼル川が西側のルクセンブルクとの国境となっている。

## 経済と社会資本

### 市町村
| 市 1. メルツィヒ 2. ヴァーダーン | 町村 1. ベッキンゲン 2. ロースハイム・アム・ゼー 3. メトラッハ 4. ペルル (モーゼル) 5. ヴァイスキルヒェン |

### 交通
郡の西部は、アウトバーン8号線がザールルイ郡からルクセンブルク国境と交差している。それに加えて連邦道路および州道が整備されている。主な高規格道路としては、ザールブリュッケンとトリーア間を連邦道路268号線および、ザール川に沿って連邦道路51号線が接続している。
ザール川に沿って、ザールブリュッケンとトリーアを結ぶ鉄道線がメルツィヒ、メトラッハおよびベッキンゲンを通っている。
また、ペルルとトリーア間もモーゼル川に沿って鉄道線がある。
東部はヴァーダーンの東側にアウトバーン1号線が整備されているが、郡内は通っていない。